# Lexington (Minnesota)
Lexington és una població dels Estats Units a l'estat de Minnesota. Segons el cens del 2000 tenia 2.214 habitants.

## Demografia
Segons el cens del 2000, Lexington tenia 2.214 habitants, 847 habitatges, i 553 famílies. La densitat de població era de 1.238,9 habitants per km².
Dels 847 habitatges en un 37,3% hi vivien nens de menys de 18 anys, en un 44,2% hi vivien parelles casades, en un 14,9% dones solteres, i en un 34,6% no eren unitats familiars. En el 27% dels habitatges hi vivien persones soles el 5,7% de les quals corresponia a persones de 65 anys o més que vivien soles. El nombre mitjà de persones vivint en cada habitatge era de 2,61 i el nombre mitjà de persones que vivien en cada família era de 3,15.
Per edats la població es repartia de la següent manera: un 29,2% tenia menys de 18 anys, un 9,9% entre 18 i 24, un 36,9% entre 25 i 44, un 18,6% de 45 a 60 i un 5,5% 65 anys o més.
L'edat mediana era de 32 anys. Per cada 100 dones de 18 o més anys hi havia 112,9 homes.
La renda mediana per habitatge era de 41.618 $ i la renda mediana per família de 48.047 $. Els homes tenien una renda mediana de 35.903 $ mentre que les dones 27.147 $. La renda per capita de la població era de 18.944 $. Entorn del 9,6% de les famílies i el 10,7% de la població estaven per davall del llindar de pobresa.

## Poblacions més properes
El següent diagrama mostra les poblacions més properes.